# Keuken Rock
Der Keuken Rock (in Australien Keuken Island) ist ein großer, inselartiger Klippenfelsen vor der Ingrid-Christensen-Küste des ostantarktischen Prinzessin-Elisabeth-Lands. In den Vestfoldbergen liegt er 1,5 km westlich von Gardner Island und 2,3 km südwestlich von Barratt Island.
Norwegische Kartografen kartierten sie anhand von Luftaufnahmen, die bei der Lars-Christensen-Expedition 1936/37 entstanden. Das Antarctic Names Committee of Australia benannte ihn nach Jannes Keuken, Wetterbeobachter auf der nahegelegenen Davis-Station im Jahr 1958.